# Ulla Werbroucková
Ulla Werbrouck, (* 24. leden 1972 Izegem, Belgie) je bývalá reprezentantka Belgie v judu, původem je Vlámka. Je to majitelka zlaté olympijské medaile.

## Sportovní kariéra

### Úspěchy
- olympijská zlatá medaile z roku 1996
- 6 zlatých medailí z mistrovství Evropy v řadě a ve dvou různých vahách
- 13 medailí z mistrovství Evropy v řadě

### Zajímavosti
- úchop: pravý
- tokui-waza: uči-mata
- styl: fyzický, mentální

Řadí se mezi největší osobnosti ženského juda vůbec. Roli převzala v 90. letech po své předchůdkyni Ingrid Berghmans, která je považovaná za nejlepší judistku předolympijské éry. Krom fyzických předností měla pěkné aši-waza, které v kombinaci s osae-komi (držení) znamenalo pro soupeřku neřešitelný problém. Přesto se jí nepodařilo získat zlatou medaili z mistrovství světa. Neměla na ni štěstí. V roce 1995 rozhodčí v poměru 1:2 přidělili praporky zlatou medaili Kubánce a v roce 1999 jí jiná Kubánka pár sekund před koncem zaskočila vítěznou technikou na ippon. Od sezony 1998 se změnily váhové limity a tak změnila váhovou kategorii. Na její výkonnosti to vliv nemělo.
Sportovní kariéru ukončila po sezoně 2001 a s ní odešly i úspěchy belgického juda. Její krajanka Gella Vandecaveye sama nedokázala sílu belgického ženského juda udržet. U juda nezůstala. Její kroky postupně vedly do politiky.

### Rivalky
- Ingrid Berghmansová
- Laëtitia Meignanová
- Úrsula Martínová
- Estha Essombeová
- Masae Uenová

## Výsledky
| Turnaj             | 1987  | 1988           | 1989           | 1990           | 1991           | 1992           | 1993           | 1994           | 1995           | 1996           | 1997           | 1998         | 1999         | 2000         | 2001         |
| Turnaj             | 15    | 16             | 17             | 18             | 19             | 20             | 21             | 22             | 23             | 24             | 25             | 26           | 27           | 28           | 29           |
| Turnaj             | stř.v | polotěžká váha | polotěžká váha | polotěžká váha | polotěžká váha | polotěžká váha | polotěžká váha | polotěžká váha | polotěžká váha | polotěžká váha | polotěžká váha | střední váha | střední váha | střední váha | střední váha |
| ------------------ | ----- | -------------- | -------------- | -------------- | -------------- | -------------- | -------------- | -------------- | -------------- | -------------- | -------------- | ------------ | ------------ | ------------ | ------------ |
| Olympijské hry     |       |                |                |                |                | úč.            |                |                |                | 1.             |                |              |              | 5.           |              |
| Mistrovství světa  | —     |                | —              |                | 7.             |                | 7.             |                | 2.             |                | 3.             |              | 2.           |              | 3.           |
| Mistrovství Evropy | —     | ?              | 3.             | 3.             | 3.             | 2.             | 2.             | 1.             | 1.             | 1.             | 1.             | 1.           | 1.           | 3.           | 1.           |
| MS juniorů         |       |                |                | 1.             |                |                |                |                |                |                |                |              |              |              |              |
| ME juniorů         | 2.    | 1.             | 1.             | 1.             |                |                |                |                |                |                |                |              |              |              |              |

## Podrobnější výsledky

### Olympijské hry
| Rok      | Kategorie      |  | 1/32                             | 1/16                                    | čtvrtfinále                       | semifinále                          | opravy                         | opravy                                | opravy                         | o bronz                     | finále                          |
| -------- | -------------- |  | -------------------------------- | --------------------------------------- | --------------------------------- | ----------------------------------- | ------------------------------ | ------------------------------------- | ------------------------------ | --------------------------- | ------------------------------- |
| LOH 1992 | polotěžká váha |  | výhra - yuk/oug Sandra Godinhová | výhra - 0:23/uma Asenaca Lesivakaruaová | prohra - (kik) Irene de Koková    | -                                   | -                              | prohra - 0:30/kug Laëtitia Meignanová | -                              | -                           | -                               |
| LOH 1996 | polotěžká váha |  | volný los                        | výhra - kok/shi Svetlana Galanteová     | výhra - 3:07/kys Cristina Curtová | výhra - 0:26/uma Teťana Běljajevová | -                              | -                                     | -                              | -                           | výhra - 3:58/ums Joko Tanabeová |
| LOH 2000 | střední váha   |  | volný los                        | prohra - kok/smk Úrsula Martínová       | -                                 | -                                   | výhra waz/kke Andrea Pažoutová | výhra - wip Masae Uenová              | výhra - yuk/shi Edith Boschová | prohra - waz/tno Čo Min-son | -                               |

### Mistrovství světa
| Rok     | Kategorie      |  | 1/32                        | 1/16                         | čtvrtfinále             | semifinále             | opravy                  | opravy                    | opravy                      | o bronz                | finále                               |
| ------- | -------------- |  | --------------------------- | ---------------------------- | ----------------------- | ---------------------- | ----------------------- | ------------------------- | --------------------------- | ---------------------- | ------------------------------------ |
| MS 1989 | -              |  | nestartovala                | nestartovala                 | nestartovala            | nestartovala           | nestartovala            | nestartovala              | nestartovala                | nestartovala           | nestartovala                         |
| MS 1991 | polotěžká váha |  | volný los                   | prohra Marion van Dorssenová | -                       | -                      | -                       | výhra Allison Webbová     | prohra Jane Morrisová       | -                      | -                                    |
| MS 1993 | polotěžká váha |  | prohra Leng Čchun-chuej     | -                            | -                       | -                      | výhra Karin Kienhuisová | výhra Noriko Macuová      | prohra Viktorija Kazuninová | -                      | -                                    |
| MS 1995 | polotěžká váha |  | výhra Teťana Běljajevová    | výhra Beata Walczaková       | výhra Grace Jividenová  | výhra Joko Tanabeová   | -                       | -                         | -                           | -                      | prohra - (yus) Diadenis Lunaová      |
| MS 1997 | polotěžká váha |  | výhra Čoi Jong-hui          | výhra D'Anya Bierriaová      | prohra Estha Essombeová | -                      | -                       | výhra Svetlana Galanteová | výhra Simona Richterová     | výhra Ylenia Scapinová | -                                    |
| MS 1999 | střední váha   |  | výhra Amina Abd-el-Latifová | výhra Claudia Zwiersová      | výhra Masae Uenová      | výhra Ylenia Scapinová | -                       | -                         | -                           | -                      | prohra - 3:56/stg Sibelis Veranesová |
| MS 2001 | střední váha   |  | výhra Julija Semjonovová    | výhra Sandra Bacherová       | výhra Leyén Zuluetaová  | prohra Masae Uenová    | -                       | -                         | -                           | výhra Cecilia Blancová | -                                    |

### Mistrovství Evropy
| Rok     | Kategorie      |  | 1/32      | 1/16                      | čtvrtfinále                 | semifinále                   | opravy                    | opravy               | o bronz                    | finále                     |
| ------- | -------------- |  | --------- | ------------------------- | --------------------------- | ---------------------------- | ------------------------- | -------------------- | -------------------------- | -------------------------- |
| ME 1989 | střední váha   |  | x         | prohra Chantal Hanová     | -                           | -                            | výhra Kirsi Honkalampiová | výhra Jane Morrisová | výhra Roswitha Hartlová    | -                          |
| ME 1990 | polotěžká váha |  | x         | výhra Simona Richterová   | výhra Chloe Cowenová        | prohra Jelena Besovová       | -                         | -                    | výhra Zorica Blagojevićová | -                          |
| ME 1991 | polotěžká váha |  | volný los | výhra Jane Morrisová      | výhra Martina Zangerlová    | prohra Elisabeth Karlssonová | -                         | -                    | výhra Galina Tzolovová     | -                          |
| ME 1992 | polotěžká váha |  | volný los | výhra Karin Krügerová     | výhra Sandra Godinhová      | výhra Katarzyna Juszczaková  | -                         | -                    | -                          | prohra Laëtitia Meignanová |
| ME 1993 | polotěžká váha |  | volný los | výhra Karin Hefková       | výhra Simona Richterová     | výhra Karin Kienhuisová      | -                         | -                    | -                          | prohra Laëtitia Meignanová |
| ME 1994 | polotěžká váha |  | volný los | výhra Martina Erikssonová | výhra Teťana Běljajevová    | výhra Ylenia Scapinová       | -                         | -                    | -                          | výhra Estha Essombeová     |
| ME 1995 | polotěžká váha |  | volný los | výhra Doris Pöllhuberová  | výhra Karin Kienhuisová     | výhra Kate Howeyová          | -                         | -                    | -                          | výhra Estha Essombeová     |
| ME 1996 | polotěžká váha |  | x         | výhra Cristina Curtová    | výhra Agata Mrózová         | výhra Kate Howeyová          | -                         | -                    | -                          | výhra Karin Kienhuisová    |
| ME 1997 | polotěžká váha |  | x         | volný los                 | výhra María Villarová       | výhra Anna Lámfalusyová      | -                         | -                    | -                          | výhra Chloe Cowenová       |
| ME 1998 | střední váha   |  | x         | výhra Stine Lasteinová    | výhra Carine Varlezová      | výhra Agata Mrózová          | -                         | -                    | -                          | výhra Karin Kienhuisová    |
| ME 1999 | střední váha   |  | x         | výhra Úrsula Martínová    | výhra Gamze Sakizligilová   | výhra Teťana Běljajevová     | -                         | -                    | -                          | výhra Ylenia Scapinová     |
| ME 2000 | střední váha   |  | x         | volný los                 | výhra Annett Böhmová        | prohra Úrsula Martínová      | -                         | -                    | výhra Karine Rambaultová   | -                          |
| ME 2001 | střední váha   |  | x         | výhra Nicky Boontjeová    | výhra Amina Abd-el-Latifová | výhra Mariela Spaceková      | -                         | -                    | -                          | výhra Cecilia Blancová     |